# Abbeeren

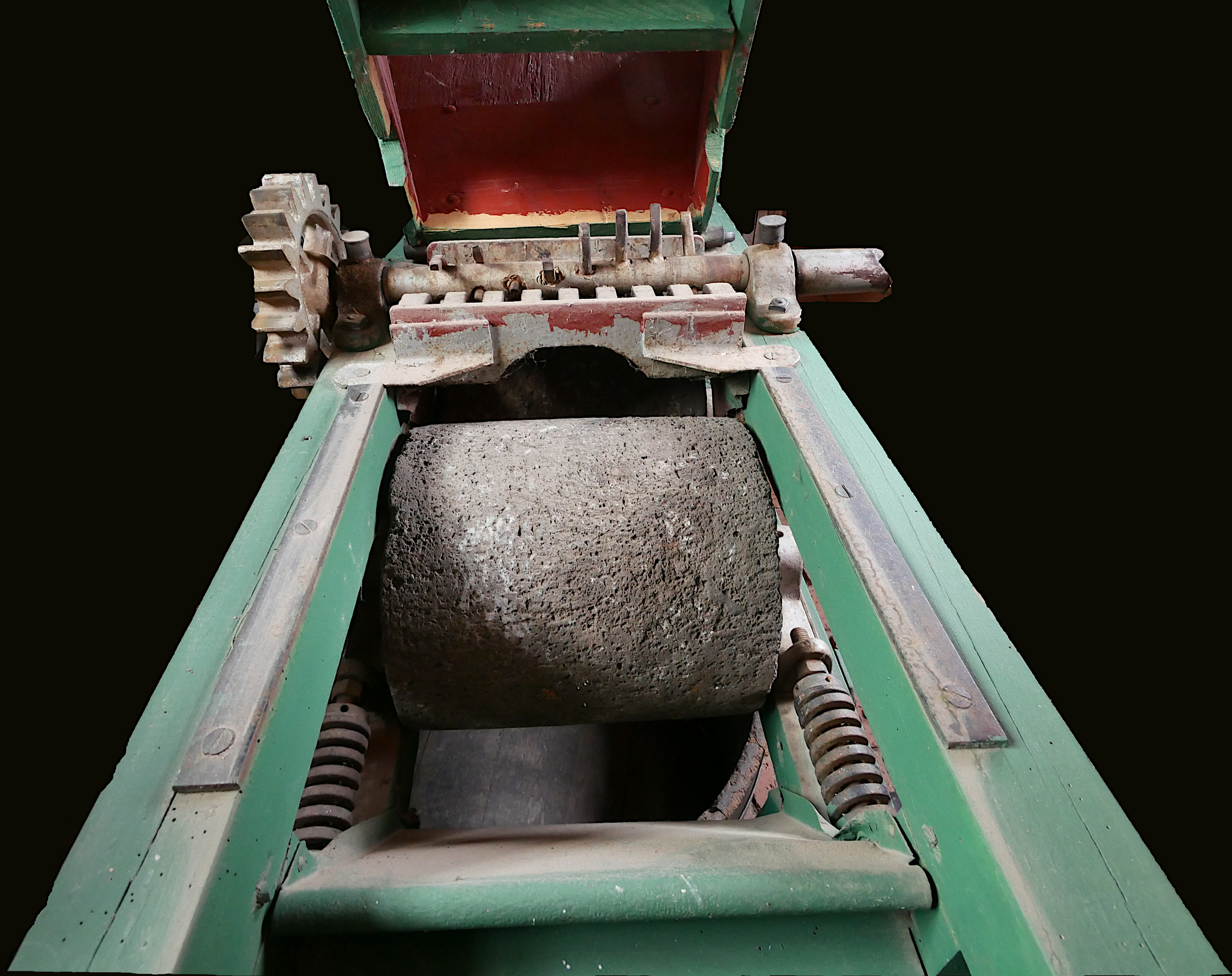
Abbeermaschine mit Steinwalzen

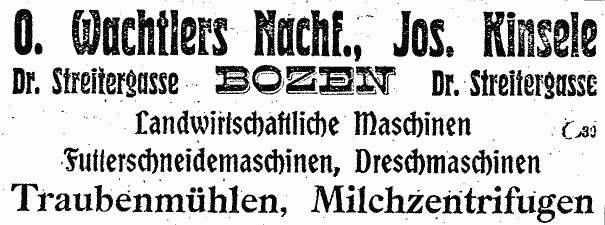
Zeitungswerbung für Traubenmühlen, Bozen, Oktober 1919

Als Abbeeren, Rebeln oder Entrappen bezeichnet man das Ablösen und Entfernen der Beeren vom Rappen bzw. Traubengerüst (Stielgerüst) der Weintrauben. Dies soll verhindern, dass die im Traubenstiel und Rappen enthaltenen Gerbstoffe insbesondere durch hohem Druck beim anschließenden Keltern in den Wein gelangen. Das Verb abbeeren bezieht sich dabei auf die Weinbeere, rebeln und entrappen stammen von der Weinrebe.

## Die Technik des Abbeerens
Früher erfolgte das Abbeeren mit der Hand, heute benutzt man so genannte Traubenmühlen, auch Abbeermaschinen, Rebelmaschinen oder Entrapper genannt. Traubenmühlen, obwohl seit der Antike bekannt, waren über Jahrhunderte umstritten. Noch im 19. Jahrhundert wurde von manchen Autoren das Stampfen mit den Füßen bevorzugt. Zu dieser Zeit wurden zuerst handbetriebene Abbeermaschinen entwickelt, die später elekrifiziert wurden. Ab der Nachkriegszeit konnten Maschinen Abbeeren und Keltern und der letzte Entwicklugsschritt war dann der Vollernter.

## Die Entwicklung der Abbeermaschine
Eine frühe Form der Abbeermaschine ist die Rätzmühle. Sie ist Zerkleinerungsgerät für Kernobst und Gemüse. Die Mühle besteht größtenteils aus Holz und steht auf 4 schräg stehenden Füßen. Sie besteht aus einem großen Trog für das zu zerkleinernde Obst und Gemüse. Durch einen kleinen Durchlass kann dieses auf eine hölzerne, drehbare Walze mit Stacheln geschoben und dort zerkleinert werden. Danach fällt es in den darunter stehenden Bottich, die so genannte Ablassgölte und sind das Ausgangsprodukt für die Entsaftung in der Kelter.
Ab etwa 1800 bis zur Mitte des 20. Jahrhunderts verbreitet war die kombinierte Abbeermaschine und Traubenpresse mit einem Schwungrat und menschlicher Muskelkraft betrieben. Auf dieser befindet sich ein Einfülltrichter in die die Trauben, (der auch Obst und Gemüse) geschüttet wurden. Unten an der Wanne befindet sich ein runder Kamm mit Zähnen. Letztere drehen sich zwischen den festen Zähnen der an den Seitenwänden befestigten Zahnleisten. Unter diesem Bereich befinden sich die Traubenmühle: Zwei parallele Steinwalzen. Kamm und Walzen werden über ein großes Schwungrad aus Metall mit Handgriff und über drei Zahnräder auf der anderen Seite der Mühle angetrieben. Der Andruck der Walzen muss so eingestellt werden, dass es nicht zum Quetschen der Rebkerne kommt. Die gequetschten Beeren ergeben die Maische, die in einer Presse gepresst wird. Wird gemahlen, so fallen die zerkleinerten Früchte bzw. das zerkleinerte Gemüse nach unten in ein Auffanggefäß und sind das Ausgangsprodukt für die Entsaftung in der Kelter.
Man unterscheidet an einem festen Standort stehende und mobile Abbeermaschinen. Besitzen erster meist schon alleine auf Grund der Standfestigkeit schwere Steinwalzen, so werden für zweitere meist deutlich leichtere Walzen aus Holz oder Metall verwendet.
Im Zuge der Elektrifizierung der Dörfer auch mit Kraftstrom war es möglich das Schwungrad durch einen Elektromotor zu ersetzen. Die Abbeermaschinen wurden dabei immer mehr aus Metall, zum größten Teil aus Eisenblech, gebaut. Ein weiterer Entwicklungsschritt war die Kombination von Abbeeren, Mahlen und Pressen in einer Maschine.

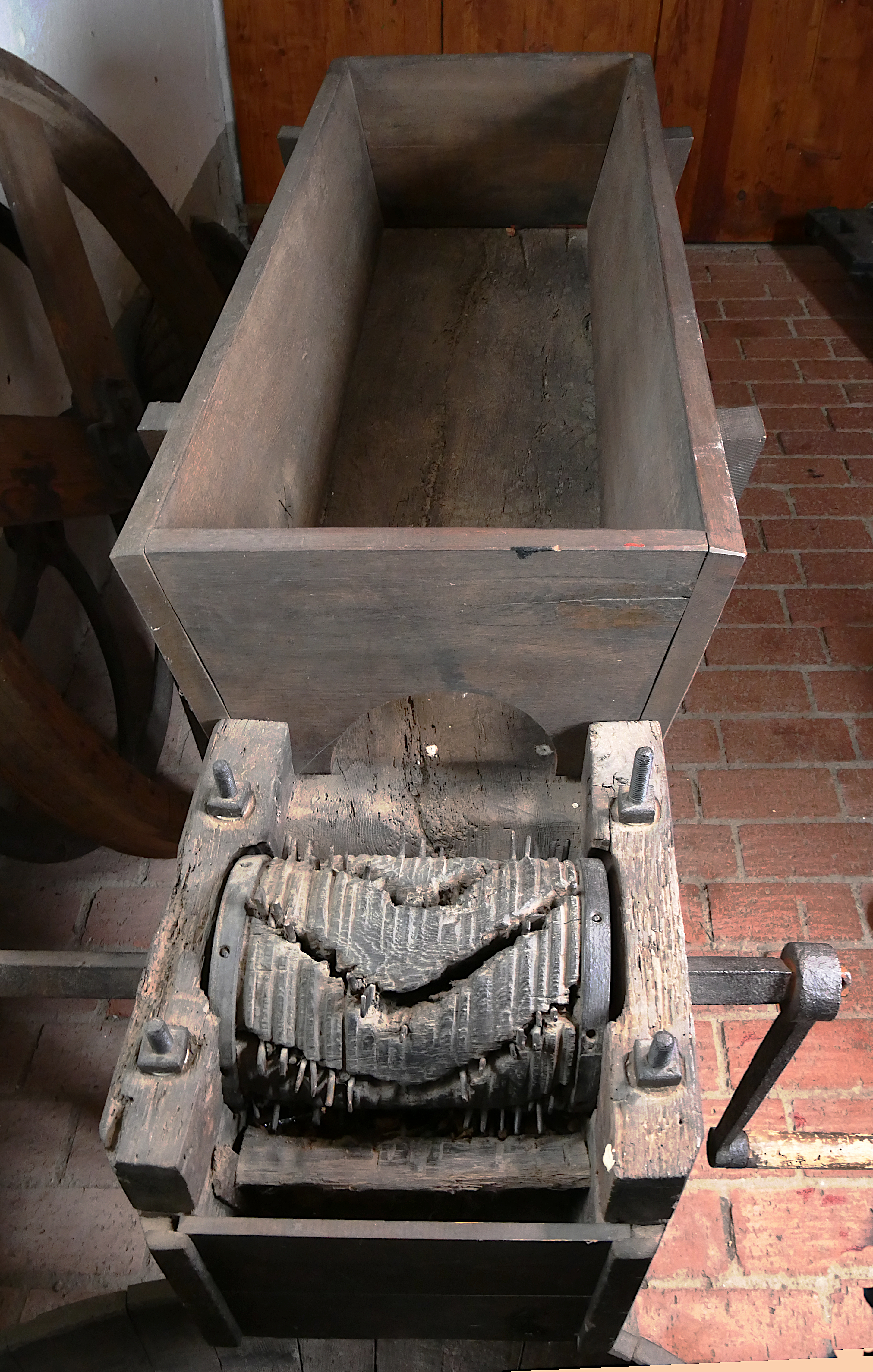
Rätzmaschine
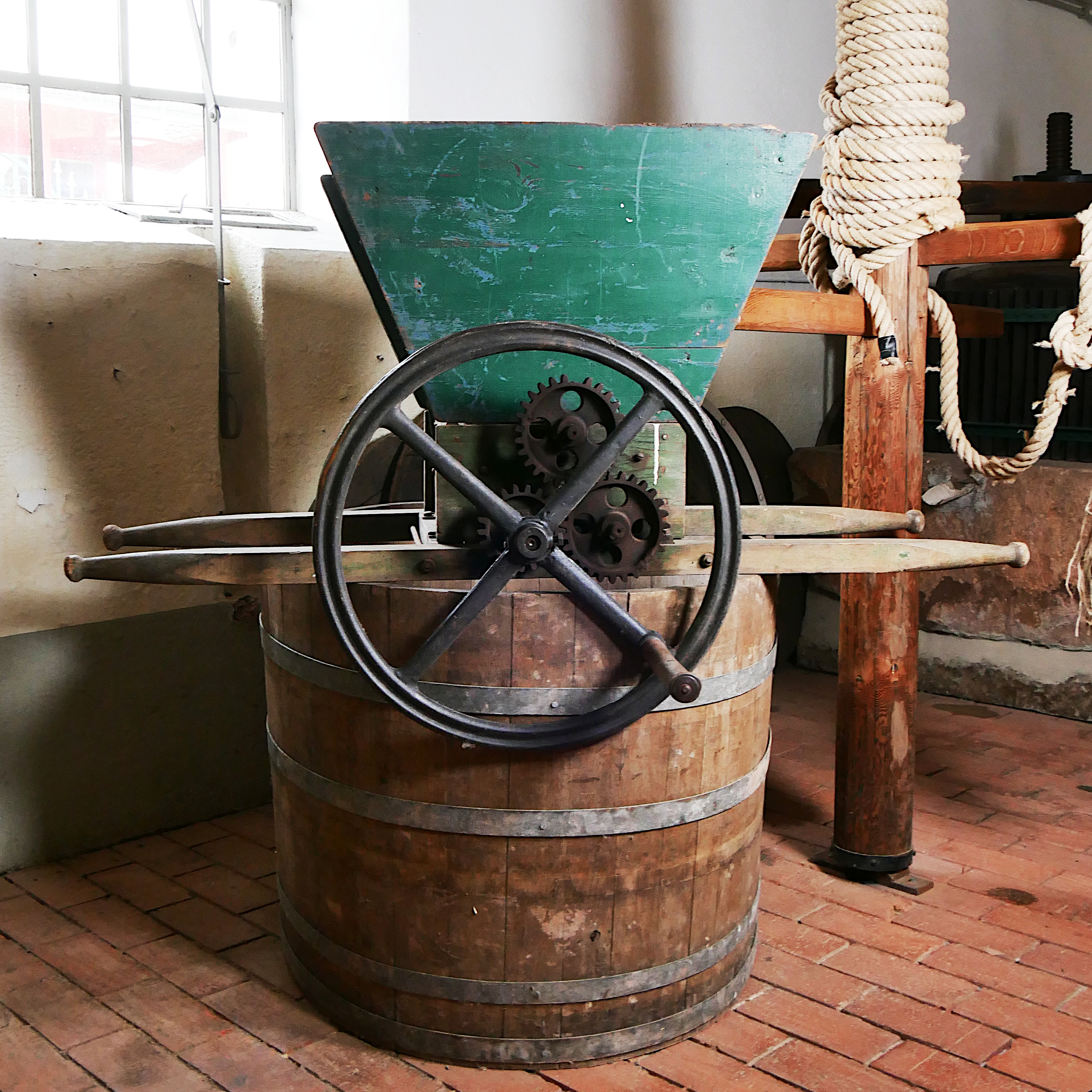
Mobile Abbeermaschine auf einem Bottich
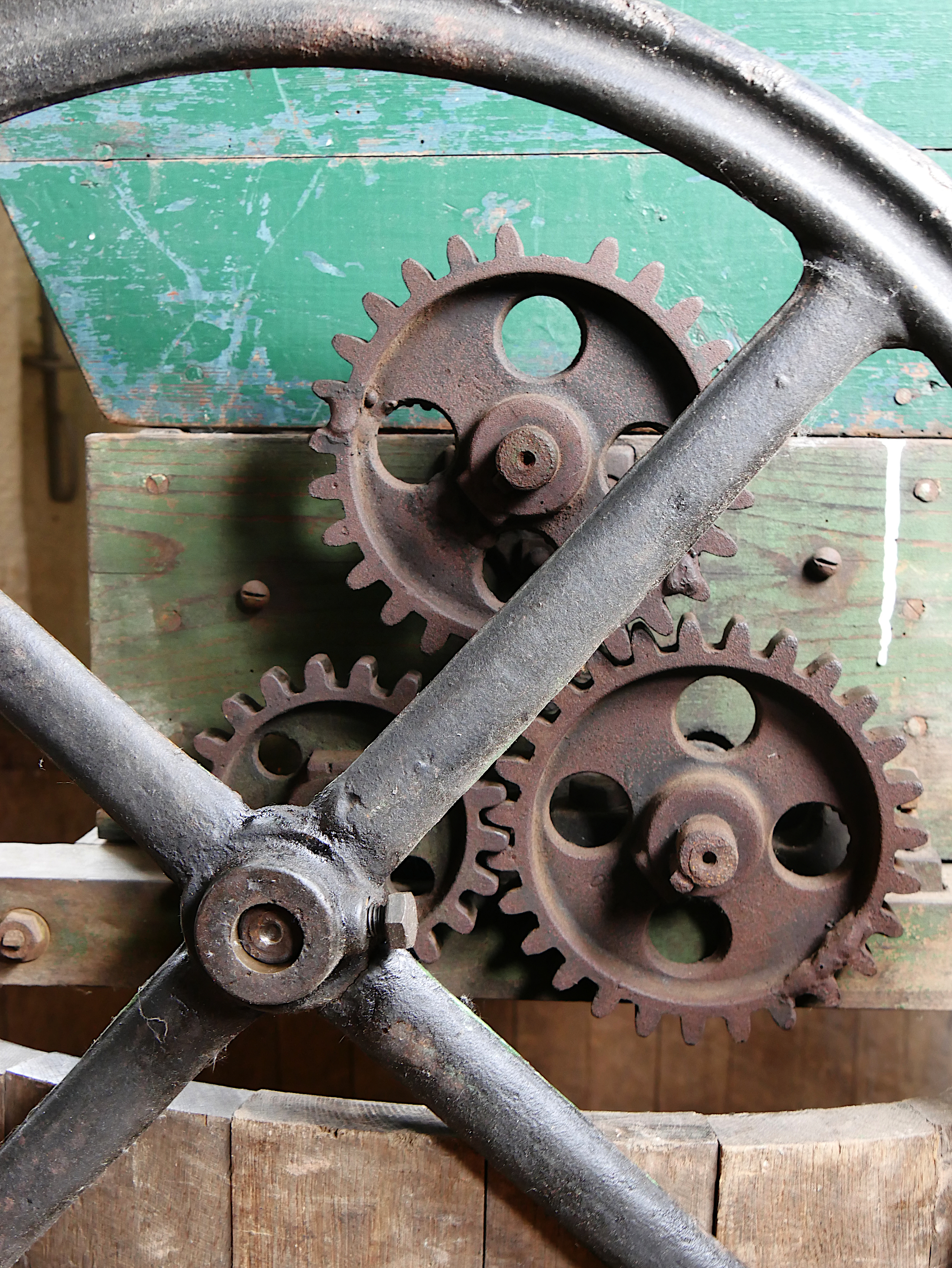
Schwungrad und Zahnräder
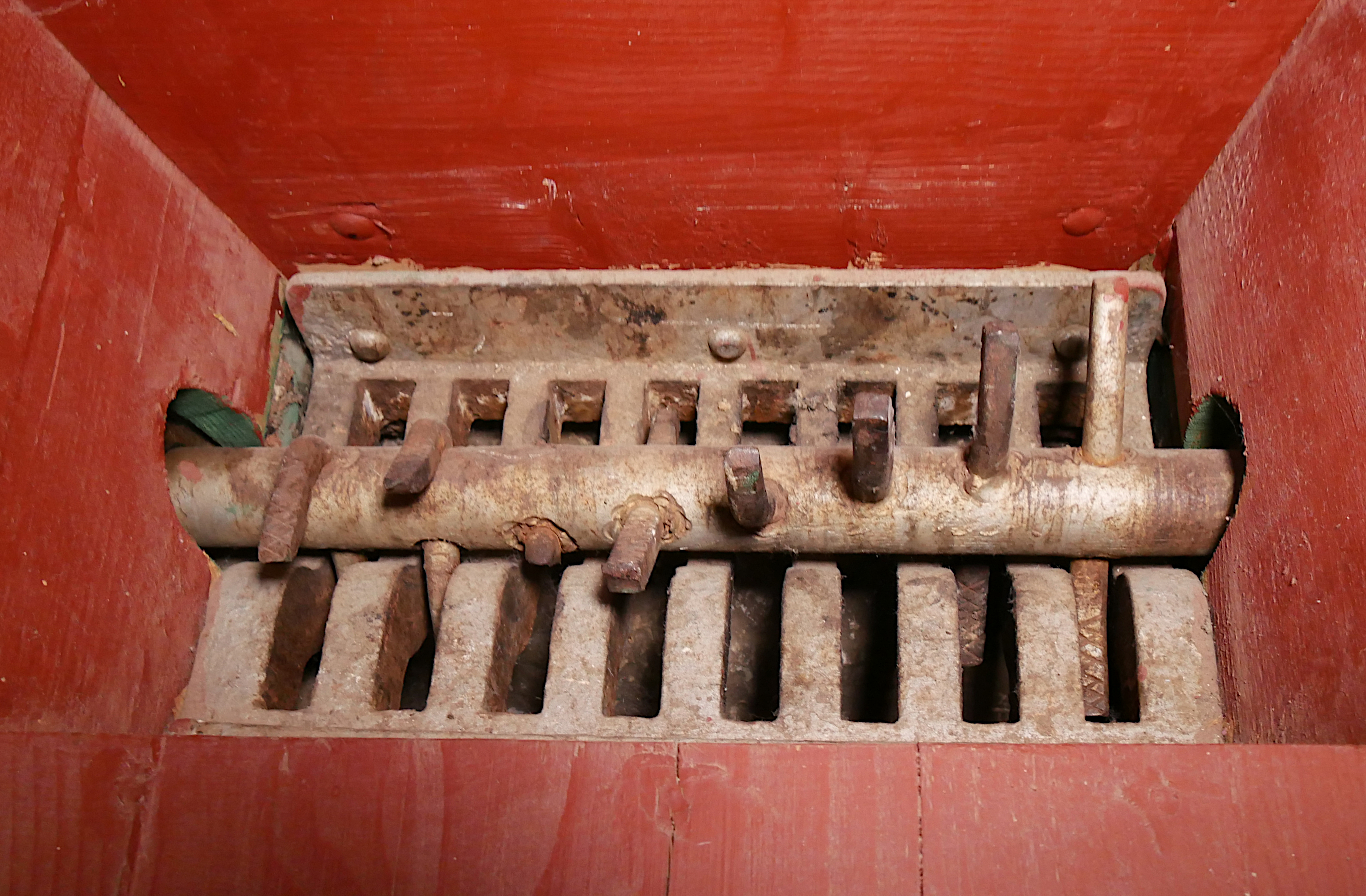
Stachelwalze und Gitter
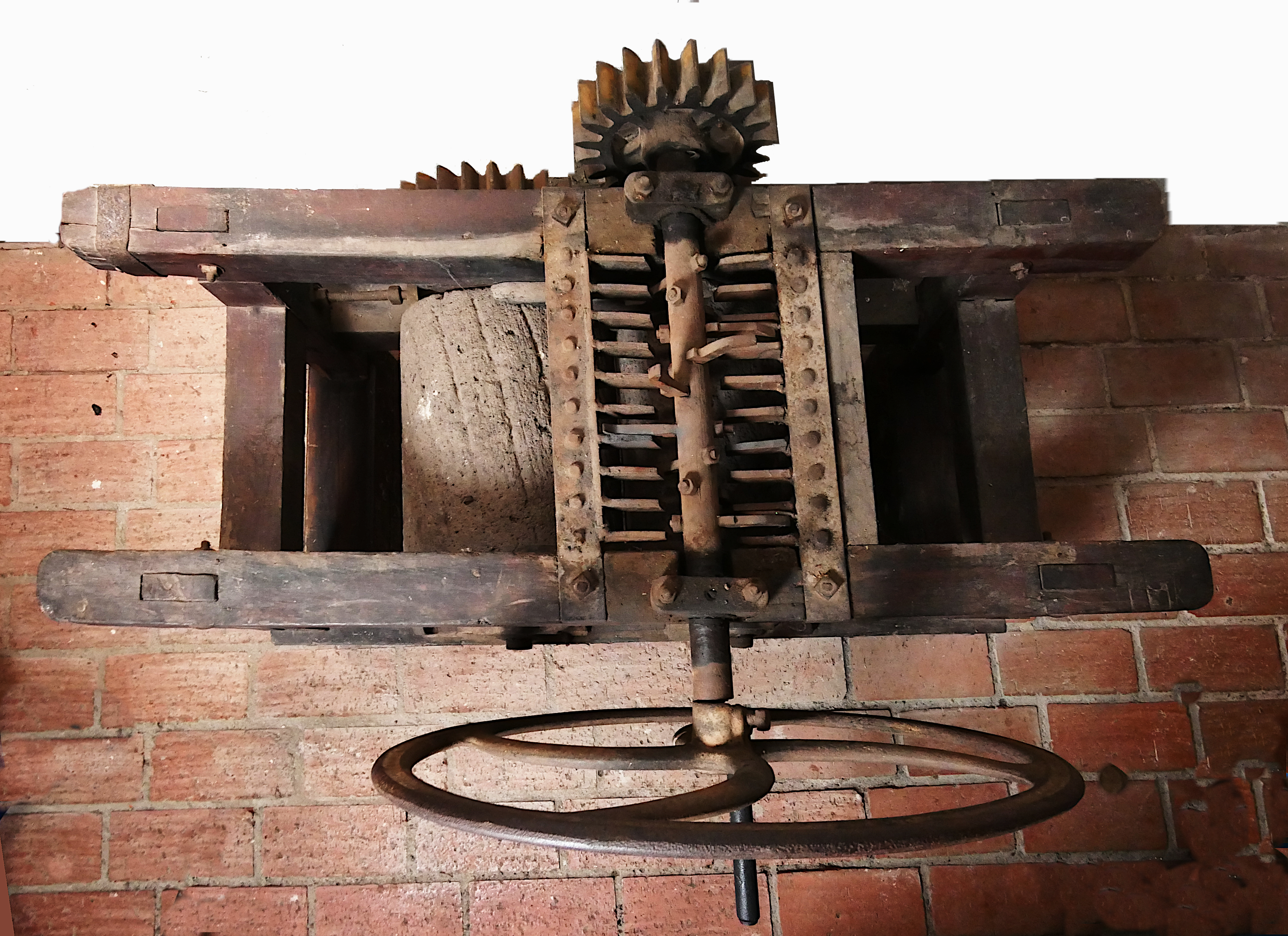
Stachelwalze und Gitter und darunter die Steinwalzen
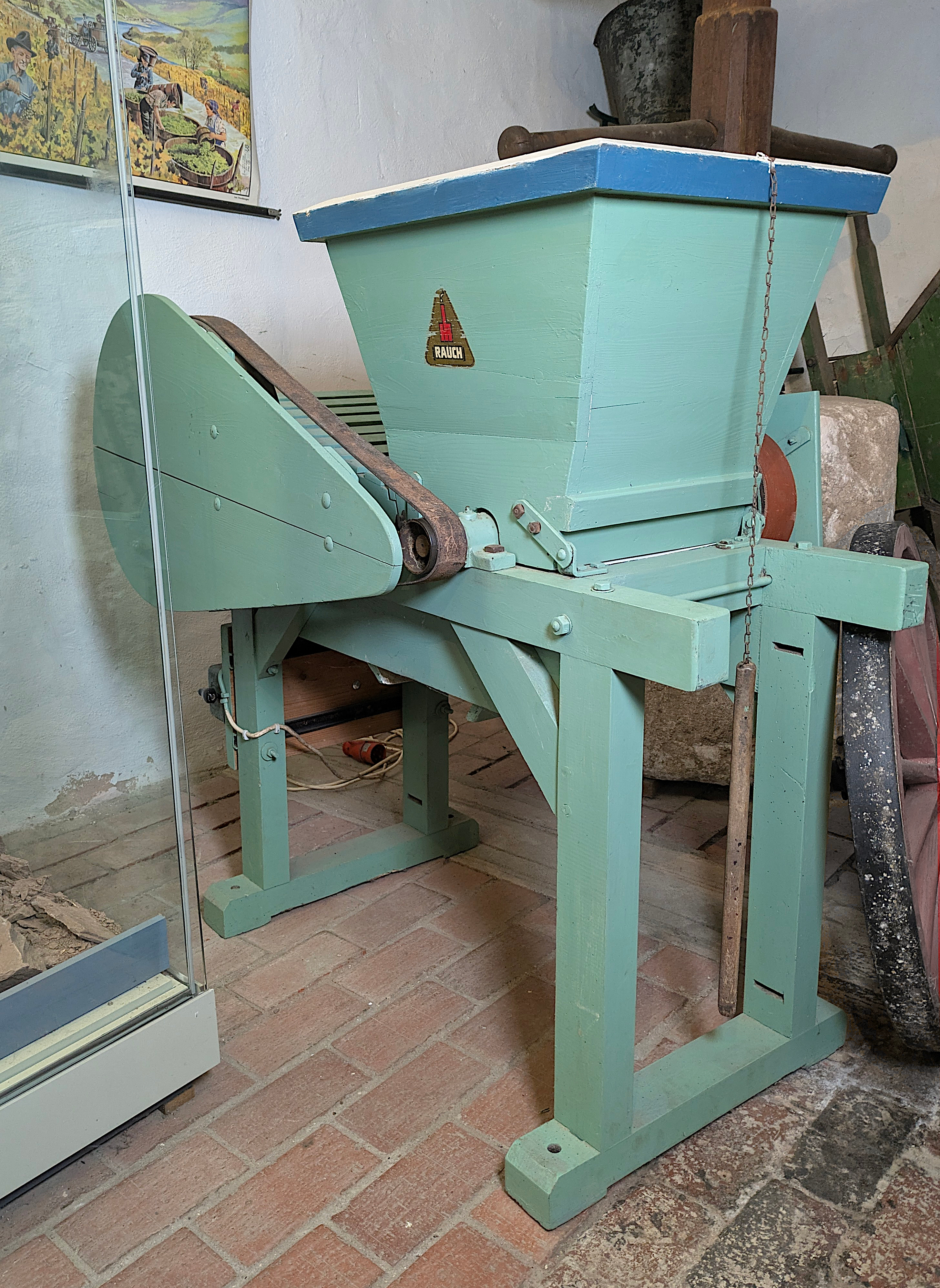
Ortsfeste, elektrifizierte  Abbeermaschine
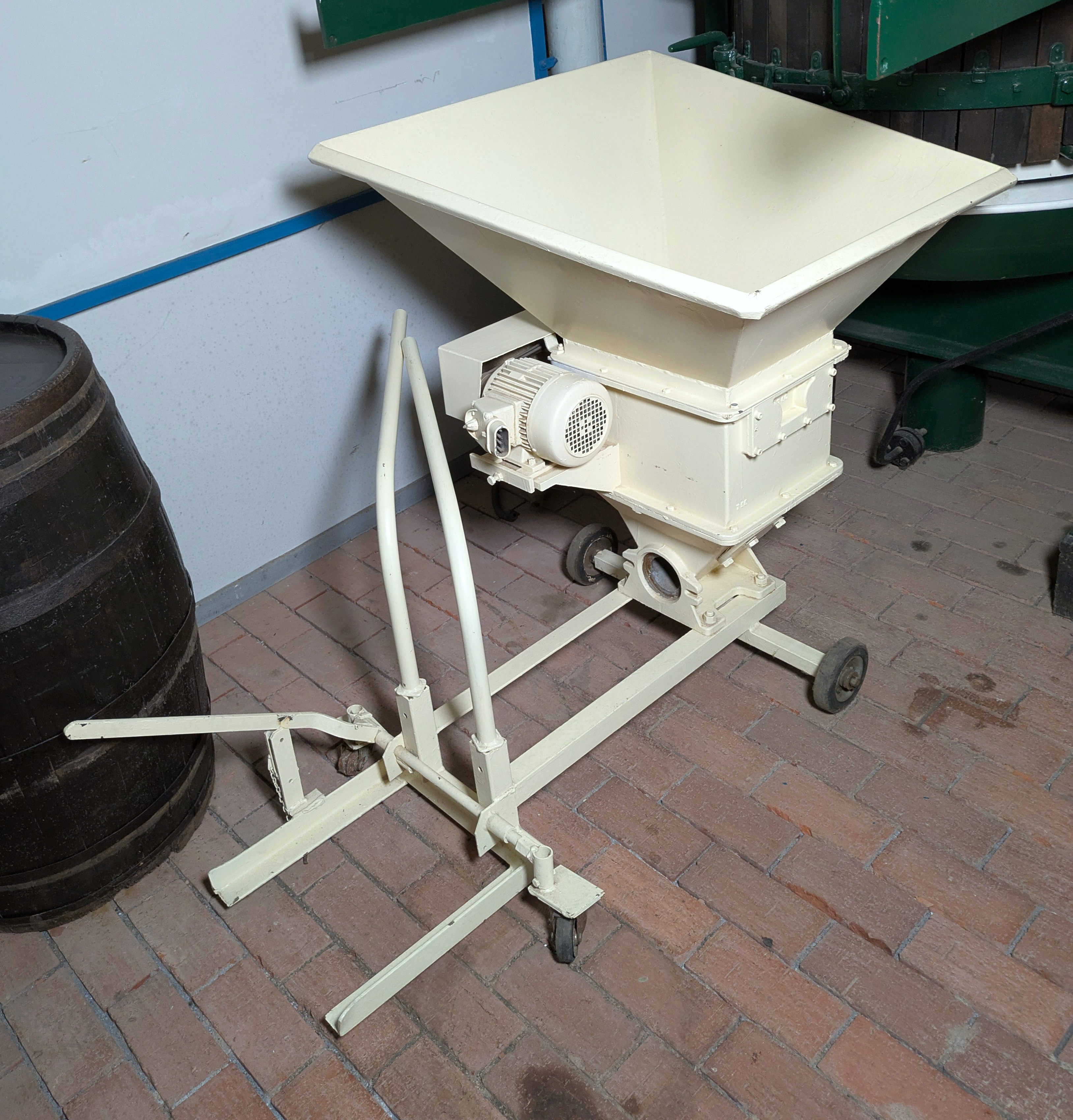
Mobile Abbeermaschine mit Elektromotor
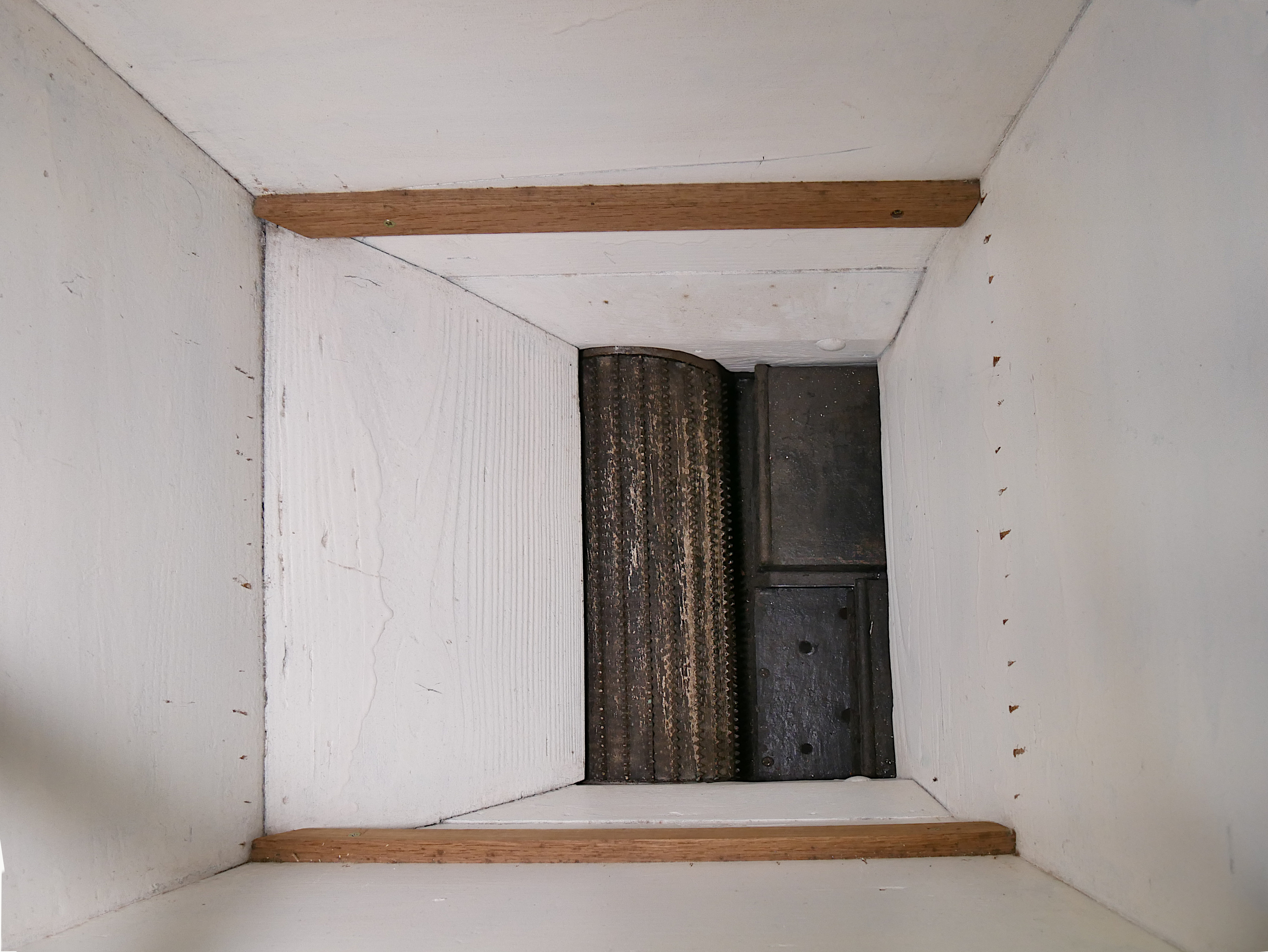
Walzen am Grund des Einfülltrichters

## Abbeeren heute
Mit einer Stachelwalze werden die Trauben durch eine Loch- oder Gittertrommel gefördert. Die Beeren fallen durch und die Kämme (Rappen) werden am Trommelende ausgeworfen. Die Lochtrommel kann horizontal oder vertikal angebracht sein. Das Quetschen der Beeren erfolgt auch heute mit darunterliegenden Quetschwalzen. Der Andruck der Walzen muss dabei so eingestellt werden, dass es nicht zum Quetschen der Rebkerne kommt.
Wenn eine Ganzbeerenpressung vorgesehen ist, können bei der Abbeermaschine mit Ablenkblechen die Walzen umgangen werden. Moderne Traubenvollernter ernten nur die Beeren, so dass ein separates Entrappen überflüssig wird.

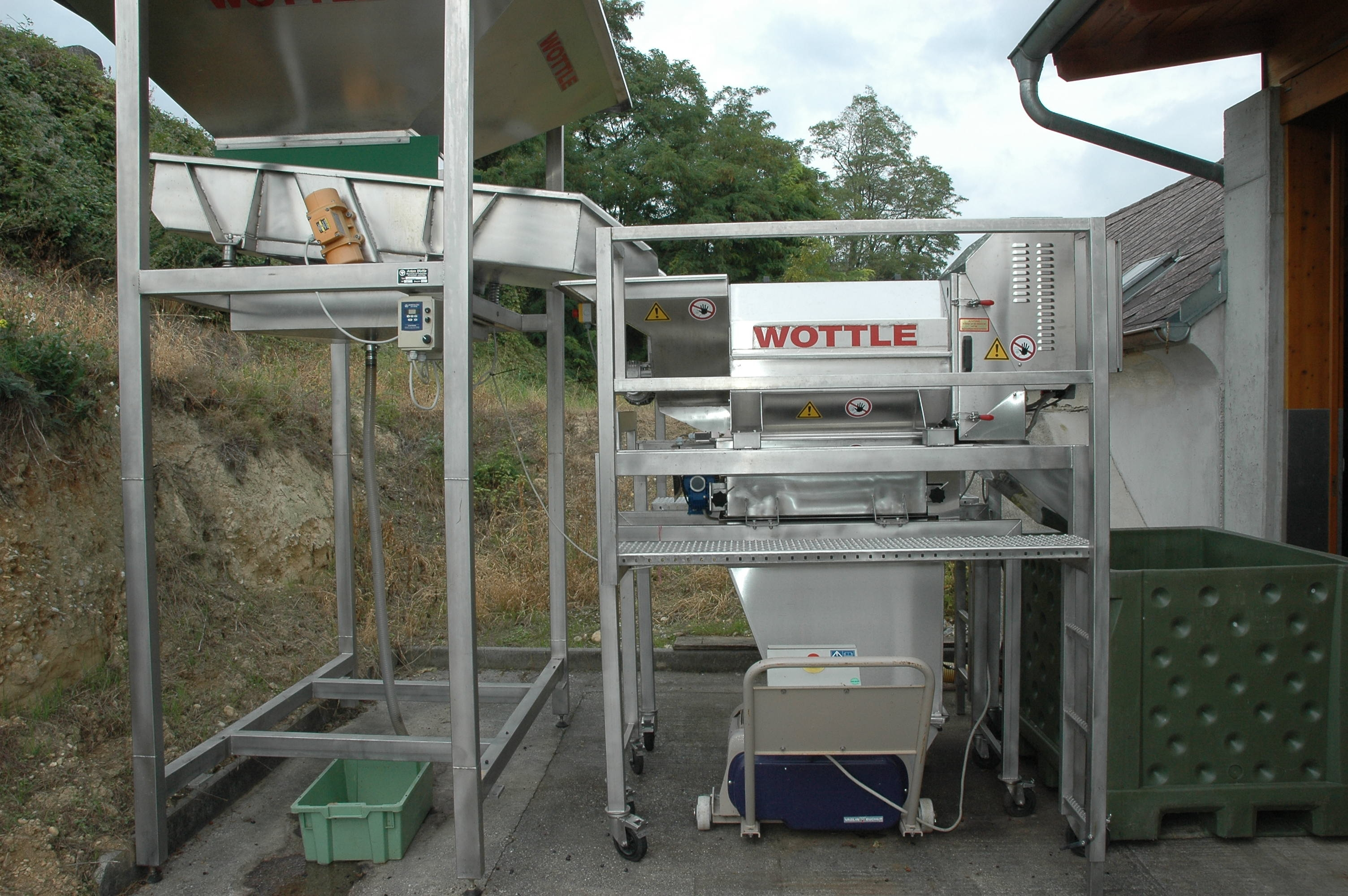
Traubenübernahmestelle: links oben Fülltrichter; Mitte Abbeermaschine mit Maischetrichter und Maischepumpe; rechts Behälter für Traubenkämme (Rappen)
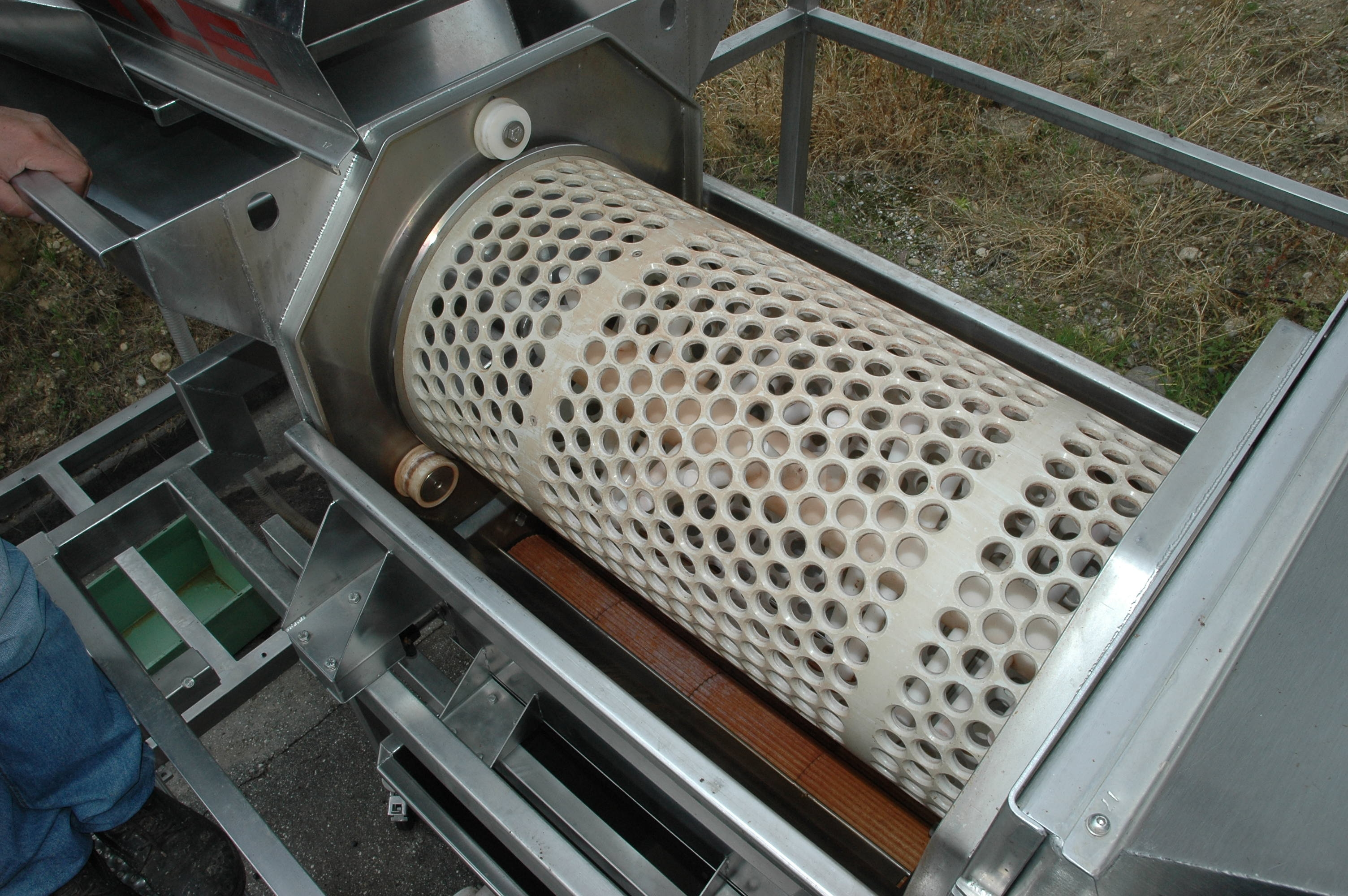
Abbeermaschine geöffnet: Aufsicht auf die Lochgitterwalze mit Stachelwalze und den darunterliegenden Quetschwalzen
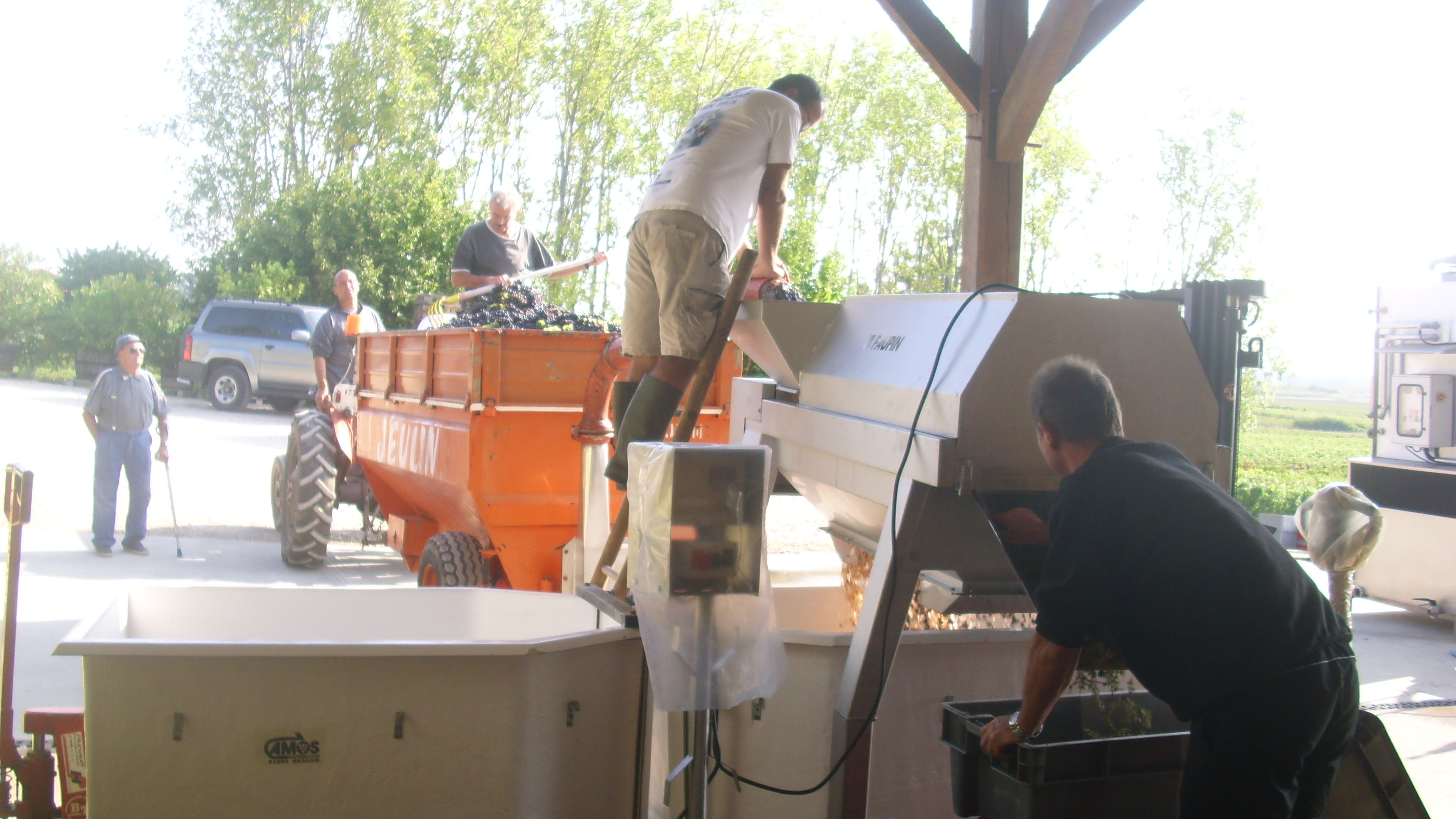
Entrappen von roten Trauben im Burgund
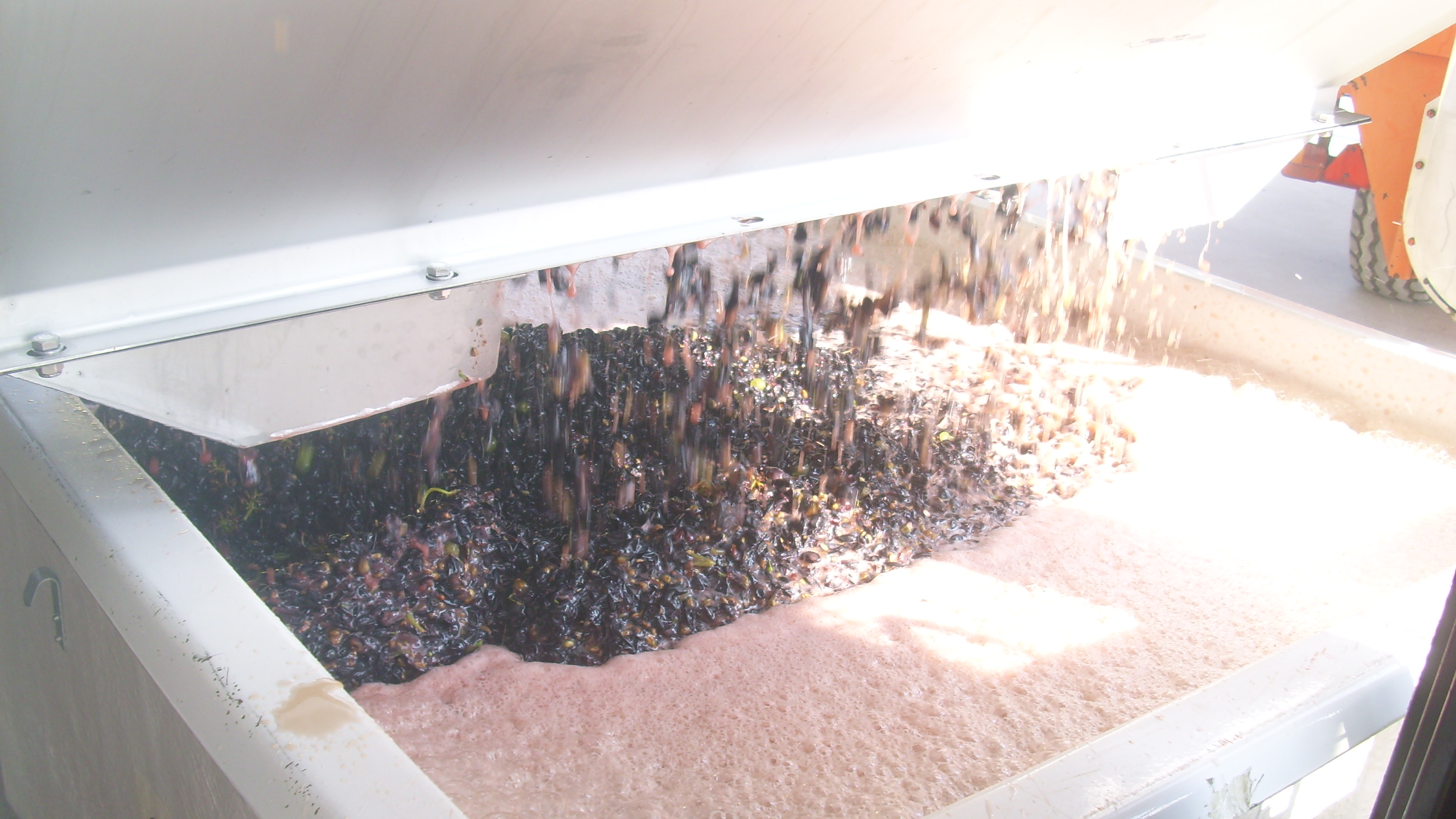
Die gequetschten Beeren verlassen als Maische den Entrapper.